# Шерберн (Њујорк)
Шерберн (енгл. Sherburne) град је у америчкој савезној држави Њујорк.

## Демографија
По попису из 2010. године број становника је 1.367, што је 88 (-6,0%) становника мање него 2000. године.
| Група             | 2000.         | 2010.         |
| Белци             | 1.425 (97,9%) | 1.308 (95,7%) |
| Афроамериканци    | 7 (0,5%)      | 11 (0,8%)     |
| Азијати           | 1 (0,1%)      | 7 (0,5%)      |
| Хиспаноамериканци | 15 (1,0%)     | 29 (2,1%)     |
| Укупно            | 1.455         | 1.367         |